# Enargia cinerea
Enargia cinerea là một loài bướm đêm trong họ Noctuidae.